# Himalassamia schawalleri
Genre
Espèce
Himalassamia schawalleri, unique représentant du genre Himalassamia, est une espèce d'opilions laniatores de la famille des Assamiidae.

## Distribution
Cette espèce est endémique de la province de Koshi au Népal. Elle se rencontre dans le district de Taplejung vers Yamputhin.

## Description
Les mâles mesurent de 2,3 à 2,8 mm et la femelle 3,0 mm.

## Systématique et taxinomie
Cette espèce a été décrite par Martens en 2021.
Ce genre a été décrit par Martens en 2021 dans les Assamiidae.

## Étymologie
Cette espèce est nommée en l'honneur de Wolfgang Schawaller.

## Publication originale
- Martens, 2021 : « Assamiidae from the Nepal Himalayas, including a new genus and a new species, with notes on Dhaulagirius altitudinalis Martens (Arachnida: Opiliones). » Biodiversität und Naturausstattung im Himalaya VII, Naturkundemuseum Erfurt, Erfurt, p. 175–184.